# К'ініч-Тооб'іль-Йо'паат
К'ініч-Тооб'іль-Йо'паат (д/н — бл.830)— цар (ахав) К'анту у 804—830 роках. На його правління припадає нове політичне і економічне піднесення.

## Життєпис
Походив з династії Караколя. Син ахава К'ініч-Хой-К'авііля. Про молоді роки немає відомостей. після смерті батька став царем. 9.18.13.10.19, 9 Кавак 7 Сіп (10 березня 804 року) відбулася церемонія інтронізації К'ініч-Тооб'іль-Йо'паата.
На час його правління можуть бути віднесені п'ять або шість монументів, більшість з них розташовані на площі «Групи В». На одному з найбільш ранніх, стелі 18, представлена велика і незвичайна скелетоподібна змія або сороконіжка. Навколо її тіла написано текст, в якому повідомляється про закінчення к'атуна 9.19.0.0.0, 9 Ахав 18 Моль (28 червня 810 року). На вівтарі 22 зображені два пов'язаних бранця з невідомих міст — вважається, що це підсумок успішної війни ахава.
З нагоди закінчення десятиліття 9.19.10.0.0, 8 Ахав 8 Шуль (6 травня 820 року) К'ініч-Тооб'іль-Йо'паат встановив більш традиційну за стилем, хоча і незвично високу для Караколя (понад 3,5 метрів заввишки), стелу 19, а також присвятив вівтарі 12 і 13.
На двох пам'ятниках зображено в товаристві західного калоомте Папамаліля, який правив у місті К'анвіц. Точний характер відносин між К'ініч-Тооб'іль-Йо'паат і Папамалілєм на даному етапі не зовсім зрозумілий. У березні 817 року К'ініч-Тооб'іль-Йо'паат прибув до K'анвіца і взяв участь в обряді розкидання деяких предметів. Влітку того ж року в союзі з Папамалілєм виступав проти Мутульського царства, якому завдано тяжкої поразки. завдяки цьому вплив К'анту і політична вага її царя в регіоні суттєво зросли. У 820 році відбувся новий успішний похід проти Мутуля.
К'ініч-Тооб'іль-Йо'паат відомий також будівельними роботами по встановленню меж комплексу Каана. «Храм В-18», який височів над західною пірамідою, був перебудований, і на його фасаді розмістили ряд ієрогліфічних медальйонів з штука. Сьогодні від них збереглися лише фрагменти, в яких явно згадується ім'я Папамаліль. К'ініч-Тооб'іль-Йо'паат встановив біля підніжжя суміжного «Храму В-19» вівтар, на якому записано дату 7 Ахав, що є частиною запису про закінчення бак'туна 10.0.0.0.0, 7 Ахав 18 Сіп (15 березня 830 року) — подія, якій майя надавали великого значення. Ця запис є останньою згадкою про К'ініч-Тооб'іль-Йо'паата. Близько цього часу він помер.